# DJ Quik
David Marvin Blake (Compton, 18 januari 1970), beter bekend onder zijn artiestennaam DJ Quik, is een Amerikaanse rapper, acteur en producer. Volgens Quik zelf weerspiegelt zijn artiestennaam zijn vermogen om in korte tijd platen te produceren.
Blake heeft geschreven, geproduceerd en muziek geremixt voor vele artiesten. Hij dirigeerde vele nummers voor veel mainstream artiesten.

## Biografie
Blake werd geboren op 18 januari 1970 in Compton, Californië. Hij werd vooral geïnspireerd door funk- en soulartiesten, zoals George Clinton. Op de leeftijd van 12 jaar speelde hij al instrumenten, en op de leeftijd van 21 jaar was hij een platina-verkopende artiest.
Hij begon met het verkoop van zelfgemaakte mixtapes (met name The Red Tape, 1987) toen hij een draaitafel kreeg nadat hij geslaagd was voor zijn schoolexamen. Hij begon met het doen van DJ-shows in Zuid-Californië, veel van die eindigden in woordenwisselingen met rivaliserende bendes. In het elfde leerjaar ging Quik van de middelbare school. Voor een periode van ongeveer drie jaar was hij dakloos nadat zijn moeder uit haar huis gezet werd. Hij zou later zeggen dat na zijn succes in de rapwereld veel van zijn familieleden "tevoorschijn kwamen".
Met het creëren van zelfgemaakte mixtapes wekte hij de interesse op van vele grote labels, waaronder Profile Records en Ruthless Records. Later kreeg hij spijt van zijn contract bij Profile Records, want Eazy-E bood hem een voorschot van een miljoen dollar.
Zijn debuutalbum, Quik Is the Name, dat werd uitgebracht in 1991, werd gesteund door het succes van de twee top 20-R&B-singles, "Tonite" en "Born and Raised in Compton." Het album bereikte de tiende plaats op de albumcharts, en zijn platina gecertificeerd door de RIAA. Geen van zijn volgende albums hebben het succes van zijn debuut bereikt, hoewel ze goed zijn ontvangen. Hij ging verder met het produceren van 2nd II None.
Toen DJ Quik begon te werken aan zijn derde album, begon hij te werken met Suge Knight. Zijn relatie met Suge bracht hem ertoe veel van de tracks te produceren op Above The Rim, Murder Was The Case, All Eyez on Me, Until the End of Time, Better Dayz en It's About Time voor Death Row Records.
Quik speelde een grote rol op het 2Pac-album All Eyez on Me, hoewel hij alleen wordt gecrediteerd voor het produceren van "Heartz of Men" op dat album. Quik maakte nog een niet gecrediteerde verschijning op een nummer met 2Pac met de naam "Thug Passion". Hij produceerde ook op de albums Dogg Food en Tha Doggfather van Snoop Dogg, hoewel hij geen krediet kreeg. DJ Quik zei later dat hij een aantal van de beste tijden van zijn leven had toen hij werkte met het label.

## Discografie
Albums
- Quik Is the Name (1991)
- Way 2 Fonky (1992)
- Safe + Sound (1995)
- Rhythm-al-ism (1998)
- Balance & Options (2000)
- Under tha Influence (2002)
- Trauma (2005)
- Greatest Hits: Live at the House of Blues (2006)
- BlaQKout (2009) – met Kurupt
- The Book of David (2011)

## Filmografie
- DJ Quik: Visualism (2003)
- Entourage, aflevering "The Bat Mitzvah" (2005)
- Keeping Up with the Steins (2006)
- Everybody Hates Chris, aflevering "Everybody Hates DJ's" (2007)
- Malice n Wonderland (2010)

- Bibsys: 12051409
- Biblioteca Nacional de España: XX1693948
- Bibliothèque nationale de France: cb139790253 (data)
- Gemeinsame Normdatei: 134793447
- International Standard Name Identifier: 0000 0003 6840 301X
- Library of Congress Control Number: n92077954
- MusicBrainz: 542f4f08-4d8f-48db-a414-d3a33a62929f
- Nationale Bibliotheek van Tsjechië: xx0140902
- Virtual International Authority File: 34651824
- WorldCat: E39PBJkhMTGDvq3KvxbYbrCfbd